# Joseph Mendenhall
Pour les articles homonymes, voir Mendenhall.
Joseph Abraham Mendenhall, né le 15 janvier 1920 à Calvert (Maryland) et mort le 5 janvier 2013, est un homme politique américain, qui était fonctionnaire au département d'État américain, connu pour son travail consultatif pendant l'administration Kennedy sur la politique envers le Viêt Nam et le Laos.
Il est surtout connu pour sa participation à la mission Krulak-Mendenhall au Sud Viêt Nam en 1963 avec le général Victor Krulak. Leurs conclusions très divergentes ont conduit le président américain John F. Kennedy à leur demander s'ils avaient visité le même pays. Mendenhall a continué son travail en Indochine après que Lyndon B. Johnson a assumé la présidence à la suite de l'assassinat de Kennedy.

## Biographie
Né à Calvert, au Maryland, Mendenhall est diplômé de l'université du Delaware en 1940. Mendenhall a également étudié à la Harvard Law School. Il a ensuite servi dans l'armée des États-Unis pendant la Seconde Guerre mondiale et a été nommé capitaine. Mendenhall a servi dans le service extérieur des États-Unis et a été stationné en Turquie, en Islande, en Suisse, au Sud-Vietnam, et a travaillé au département d'État américain à Washington, DC. Mendenhall a également étudié au National War College en 1962 et 1963,.
 